# Global Volunteer Network
Global Volunteer Network (GVN) — Благотворительный траст, находящийся в Веллингтоне (Новая Зеландия) и предлагающий волонтеров для совместных проектов по всему миру. Целью GVN является поддержка работы местных организаций в развивающихся странах посредством размещения там международных волонтеров. Они верят, что местные сообщества лучше могут определить свои потребности и предоставляют волонтеров, чтобы помочь достигнуть их целей. GVN-Foundation — некоммерческая организация по сбору средств, которая предоставляет финансовую помощь этим сообществам.

## Волонтеры
В 2002 GVN распределили 240 добровольцев, а в 2008 они распределили почти 2 000 добровольцев. В общей сложности они распределили более 16 000 добровольцев.